# Journal of Neuroinflammation
Il Journal of Neuroinflammation è una rivista scientifica ad accesso aperto e sottoposta a revisione paritaria, che si occupa delle risposte immunologiche del sistema nervoso.
È stata fondata nel 2004 ed è pubblicata da BioMed Central. Le caporedattrici sono Sue T. Griffin (Università dell'Arkansas per le scienze mediche) e Monica J. Carson (Università della California, Riverside), che nel 2018 hanno sostituito Robert E. Mrak (Università del Toledo Medical Center).

## Indicizzazione
Gli abstract e gli articli della rivista sono indicizzati dai seguenti database bibliografici:
- Biological Abstracts
- BIOSIS Previews
- CAB International
- Chemical Abstracts Service
- Current Contents
- Embase
- Global Health
- Index Medicus/MEDLINE/PubMed
- Science Citation Index Expanded
- Scopus

Secondo il Journal Citation Reports, nel 2022 la rivista ha ricevuto un fattore di impatto pari a 9,3.